# Zapomniany diabeł
Zapomniany diabeł (czes. Dalskabáty, hříšná ves aneb Zapomenutý čert) – sztuka teatralna czeskiego prozaika i dramaturga Jana Drdy z 1960 roku.

## Fabuła
W miasteczku Długie Kabaty ukrywa się zaginiony diabeł. Piekło postanawia go odnaleźć.

## Polskie wykonania
Sztuka przeniesiona została na deski Teatru Telewizji w 1985 r. (premiera 30 grudnia 1985 r.). W przedstawieniu w reżyserii Tadeusza Lisa zagrała doborowa obsada aktorska. 

### Obsada
- Anna Seniuk jako Plajznerka
- Janusz Gajos jako Trepifajksel, Maciej
- Jan Peszek jako proboszcz Ichthuriel
- Anna Tomaszewska jako kowalowa Dorotka
- Maria Nowotarska jako bogata młynarka
- Agata Pilitowska-Lis jako Hanka
- Andrzej Grabowski jako kowal
- Andrzej Wichrowski jako kościelny Piszkytle
- Leszek Piskorz jako Lupino
- Ryszard Jasiński jako Jasiek
- Andrzej Balcerzak jako diabeł Belzebub
- Kazimierz Witkiewicz jako diabeł Solfernus
- Andrzej Buszewicz jako diabeł Belfegor
- Leszek Kubanek jako diabeł Marbulius